# Ältere Horde

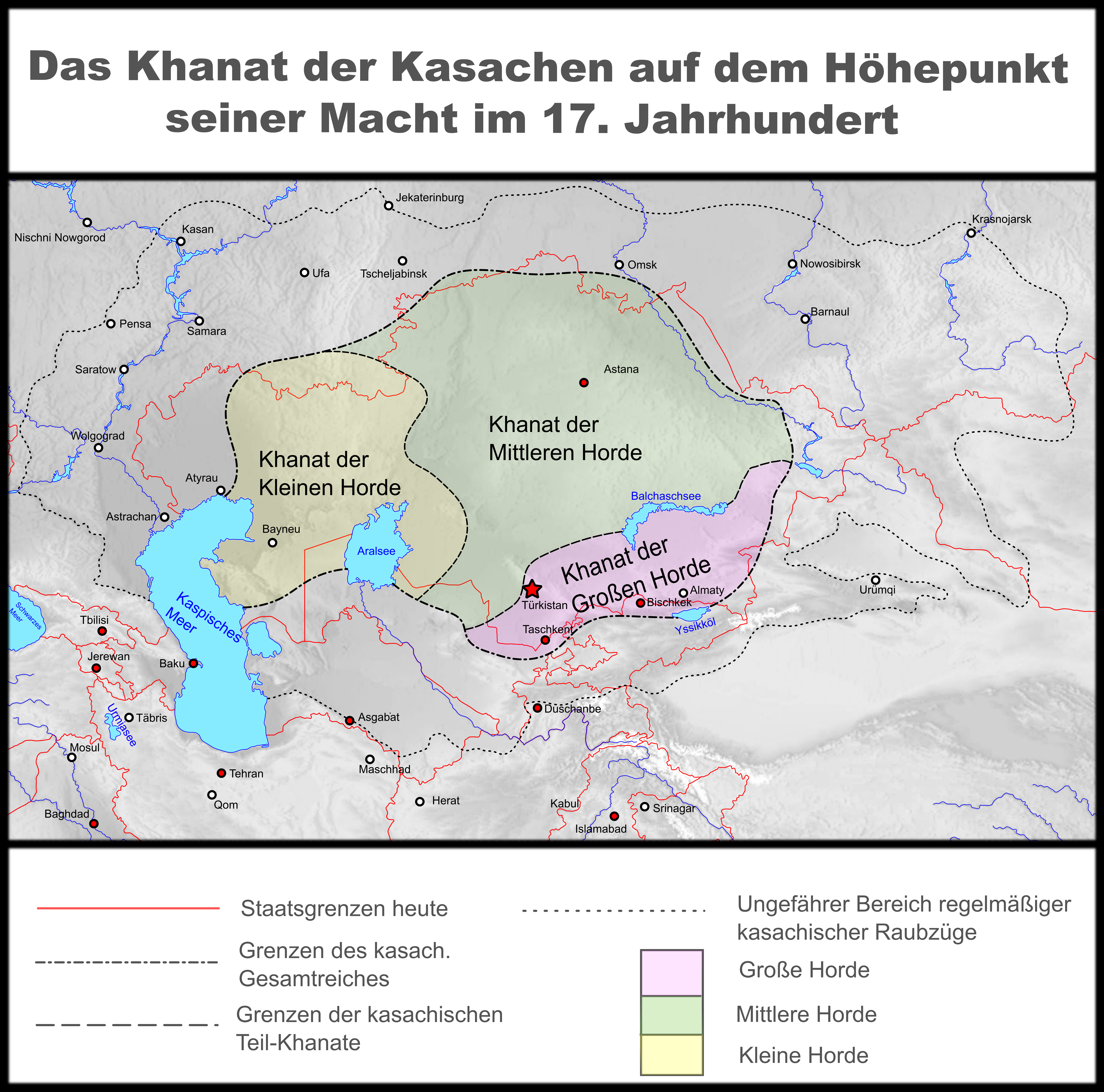
Das kasachische Khanat mit dem Gebiet
der Kleinen Horde
der Mittleren Horde
der Großen Horde

Ältere Horde (kasach.  Ұлы жүз/Ulı jüz „ältere Schüs“), fälschlich auch „Große Horde“ genannt,  war die Bezeichnung einer kasachischen Stammesföderation des 16. Jahrhunderts.
Vom Zarentum Russland ausgehend nannten auch die übrigen Europäer die Ältere Horde im 18. und 19. Jahrhundert fälschlich ältere Kirgisen-Horde. Das kam zustande, da das damalige Russland die Kasachen von den slawischen Kosaken (russ. Казак/kazak) unterscheiden wollte. So bezeichneten sie die Kasachen anfänglich als „Kasak-Kirgisen“. Zwischen 1917 und 1920 gehörte das Gebiet der Älteren Horde teilweise zum kasachischen Alasch-Orda-Staat.

## Umfang und Stammesstruktur
Wie alle nomadisch geprägten Staatsgebilde Zentralasiens verfügte auch die Ältere Horde über keine festen und klar definierten Grenzen. Im Wesentlichen umfasste sie die Stämme im südlichen und südöstlichen Kasachstan. 
Die dem Khan der Älteren Horde unterstehenden Stämme bestanden primär aus den Clans der Alban, Dschaprasty, Dughlat, Zhalayri, Isty, Oshakty, Qangly, Sirgeli, Suwan, Sary-Üysin.
Eine lose Oberherrschaft übte der Khan dieser Horde auch über die benachbarten kirgisischen Stämme, deren Gebiete von diesem mehrfach überfallen und geplündert wurden, aus. Doch kam es vor, dass sich zahlreiche Angehörige kirgisischer Stämme seiner Horde anschlossen und gemeinsame Feld- und Raubzüge mit den Kasachen der Älteren Horde unternahmen. Auch die angrenzenden Gebiete Usbekistans (hauptsächlich dem heutigen Karakalpakistan) gehörten mehrfach zum Einflussbereich der Älteren Horde und waren deren Khan tributpflichtig. Doch waren die Karakalpaken im Gegensatz zu den Kirgisen nie Bestandteil seiner Horde, da diese im Laufe der Jahrhunderte sesshaft und Oasenbauern sowie Fischer geworden waren. 
Gebiete regelmäßiger kasachischer Raubzüge, die zumeist von der Älteren und der Mittleren Horde gemeinsam unternommen wurden und unter dem Kommando des Khans der Älteren Horde standen, waren auch die Gebiete der heutigen Altairegion (Russland), und der Bajan-Ölgii-Aimag (Mongolei). Überdies auch die Gebiete des heutigen Xinjiangs (China). 
Im 17. und 18. Jahrhundert, während der Oiraten-Herrschaft, wichen viele Kasachen, hauptsächlich jene der Älteren Horde in diese Gebiete aus, um dort ungestört weiter als Nomaden  existieren zu können, obgleich diese Gebiete ebenfalls zum Reich der Oiraten gehörte, aber die von diesen nicht unterdrückt wurden, da sie sich freiwillig den Oirat-Mongolen angeschlossen hatten. Die übrigen Kasachen gerieten in jener Zeit langsam auch in den Fokus des Zarentum Russland, das kurzzeitig mit ihnen im Kampf gegen die Oiraten verbündet war.
Im 19. Jahrhundert erreichte das Kasachen-Khanat noch einmal eine kurze Hochzeit, und das Gebiet der Älteren Horde erstreckte sich de facto nicht nur über sein eigentliches Kernland, sondern nun auch über die Gebiete des Altai, des Bajan-Ölgii und des Xinjiangs sowie über weite Teile des heutigen Turkmenistans, auf das die 1917 entstandene Alasch Orda offiziell Anspruch erhob und dieses nach damaliger kasachischer Auffassung als integralen Bestandteil „Alaschs“ (Zentralasien) deklarierte. 
Ende des 19. Jahrhunderts zerfiel das Kasachen-Khanat, und das zaristische Russland gliederte schrittweise die Gebiete der einstigen kasachischen Horden ein. Um der Zarenherrschaft zu entfliehen, zogen zahlreiche Familien kasachischer Clans, primär jene der Älteren Horde in die Gebiete des Altai, des Bajan-Ölgii-Aimag und nach Xinjiang, wo sie teilweise geschlossene Siedlungsgebiete einnahmen.

## Geschichte
1509 wurde vom Dschingiskhaniden Qasym Khan das Kasachen-Khanat gegründet. Doch nach seinem Tod (1518) wurden auf dem Gebiet des Khanates drei Apanagen (Teilherrschaften) errichtet, deren Fürsten meist autonom agierten. So entstand neben der Jüngeren und Mittleren Horde auch die Ältere Horde, deren Herrscher meist auch als Khane der benachbarten Mittleren Horde erscheinen. So ist es äußerst schwer, den Herrschaftsraum der Älteren Horde klar abzustecken, zudem auch die Khane der Mittleren Horde vielfach als Herrscher der Älteren Horde erscheinen.
Im Kampf gegen die westmongolischen Dschungaren unterstellte sich die Ältere Horde 1742 unter Khan Golbars (reg. 1718/34–1742/47) freiwillig dem Russischen Reich und der Khan wurde ein Vasall des Zaren. 1824 wurde die Ältere Horde (analog zur Mittleren Horde) von russischen Verwaltungsbehörden aufgelöst und als Protektorat dem Außenministerium des Zaren unterstellt. Die Kasachen wurden gezwungen, ihr altes Nomadenleben aufzugeben und sesshaft zu werden. Das dadurch nicht mehr benötigte Weideland im Norden wurde dann für die Kolonisation freigegeben und es wurden Russen und Ukrainer angesiedelt. Daraufhin führte Khan Kenisari zwischen 1837 und 1846/47 mit einigen Clans der Älteren und Mittleren Horde einen Aufstand. Dabei wurde er 1846/47 in den Tian-Schan zurückgedrängt und dort von den Kirgisen getötet. Kenisaris Sohn Sadiq ging nach dem Tod seines Vaters ins Exil und ließ sich in Kokand nieder.